# NLE Choppa
Bryson LaShun Potts, (nascut l'1 de novembre de 2002), conegut professionalment com NLE Choppa (anteriorment YNR Choppa), és un raper i YouTuber estatunidenc de Memphis, Tennessee.
Potts va signar amb Warner Records per a llançar el seu àlbum d'estudi debut, Top Shotta, a l'agost de 2020. Va aconseguir el seu punt màxim en la llista dels deu primers del Billboard 200 de EE. UU. i va incloure els senzills «Camelot» i «Walk Em Down» (amb Roddy Ricch), els quals van aconseguir el seu punt màxim en el top 40 del Billboard Hot 100. La seva habitació i cinquè mixtapes, From Dark to Light (2020) i Em vs. Em (2022) van precedir al llançament del seu segon àlbum d'estudi Cottonwood 2 (2023), que contenia el seu senzill més alt en les llistes d'èxits, «Slut M'Out» (remesclat amb Sexyy Xarxa i Sukihana).

## Primers anys
Bryson Lashun Potts va néixer l'1 de novembre de 2002, fill de pare afroestadounidense i mare jamaicana. Va créixer a Memphis, Tennessee en l'àrea de Parkway Village, va assistir a l'institut, Cordova High School, on va ser jugador de bàsquet. Va començar a fer freestyle amb els seus amics als 14 anys, i va començar a prendre's de debò la música als 15.

## Carrera musical

### 2018-2019: Començaments, contracte professional iCottondown

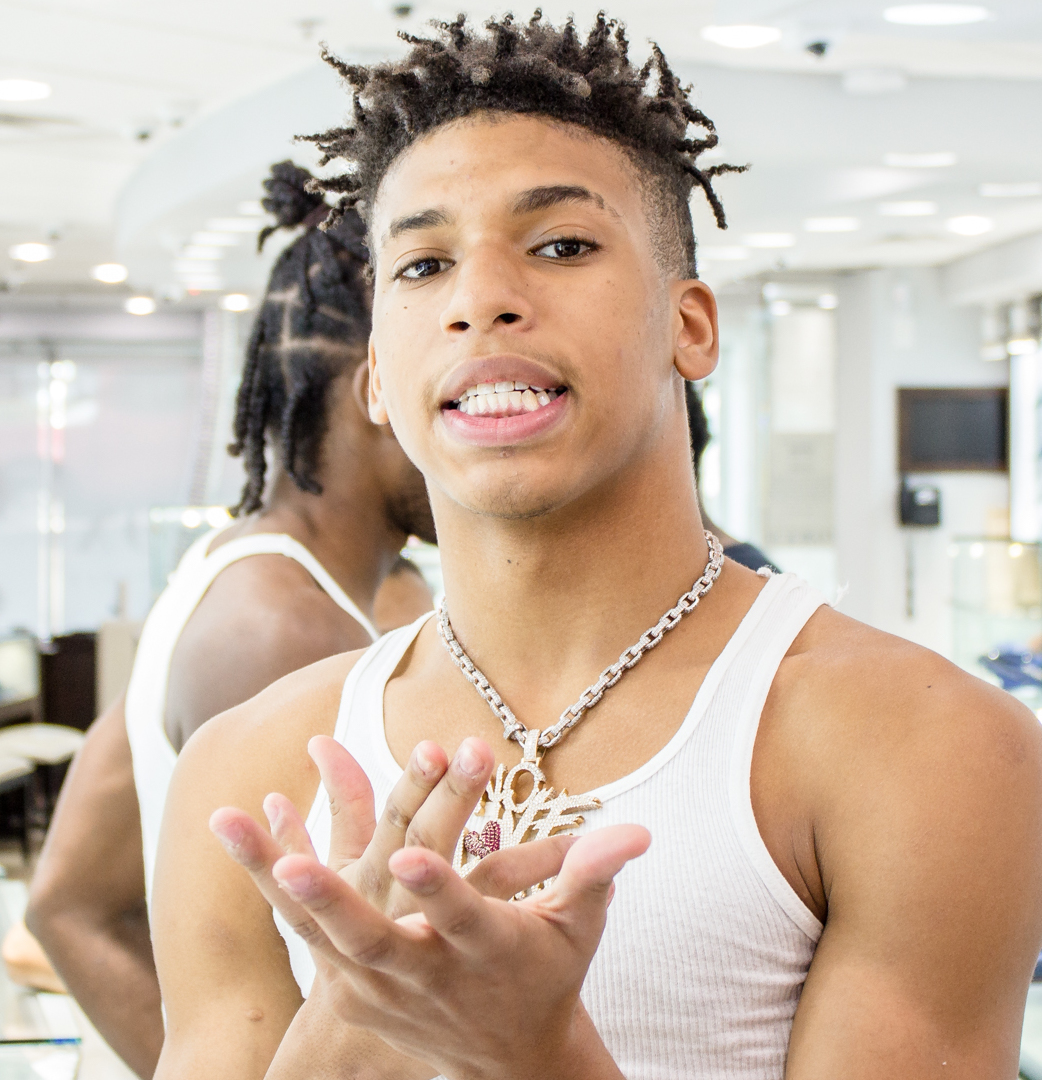
NLE Choppa en 2019

El mánager de NLE Choppa és la seva mare, Angela Potts, qui té aquesta ocupació des dels començaments del seu fill per l'interès en la música. Choppa va publicar la seva primera cançó,  
«No Love Anthem», al març de 2018, sota el pseudònim de YNR Choppa. El 22 de juliol, va publicar el seu primer mixtape, No Love the Takeover.
Després que sorgís la fama, va publicar el seu senzill «Shotta Flow». El vídeo va superar els 10 milions de visites en un mes. Uns pocs dies de la seva publicació, Pitchfork, la va triar com la cançó del dia. La cançó va entrar en el Billboard Hot 100 al maig de 2019, debutant en el lloc 96. Més tard va arribar al posat número 36. El remix oficial, amb Blueface, amb el vídeoclip dirigit per Col·le Bennett, va ser publicat al juny, poc després, la cançó original va ser certificada platí per RIAA.
Al febrer, va publicar la seqüela de la cançó, «Shotta Flow 2». El vídeo va superar les 20 milions de visites en 2 mesos. Durant aquesta època, va ser reportat que Choppa tenia ofertes de discogràfiques que superaven els 3 milions de dòlars. Choppa va rebutjar ofertes de Republic Rècords, Interscope Rècords, Caroline, no obstant això, va triar signar amb la companyia de distribució independent, UnitedMasters. Al març, va publicar el seu nou senzill anomenat «Capo». També al març, va acompanyar a Birdman i Juvenile en la cançó «Dreams». A l'abril de 2019, NLE va publicar una nova cançó anomenada, «Birdboy», produïda per SGULL.
Al maig, Choppa va publicar un nou senzill anomenat «Blocc Is Hot», produït per ATL Jacob. Aquest va ser escrit per a fer tribut al seu raper favortio en la infantesa, Lil Wayne. Pocs dies després, Choppa va fer el seu primer festival musical actuant a Memphis. El 14 de juny de 2019, va publicar el seu senzill, «Free YoungBoy», produït per CashMoneyAP. El vídeo musical va aconseguir les 19 milions de visites en YouTube. El títol de la cançó fa referència al raper YoungBoy Never Broke Again, qui va ser arrestat per disparar i violar la seva llibertat condicional. Aquesta cançó va ser la primera publicació de la seva pròpia discografia,  No Love Entertainment (NLE), la qual va tenir un acord de patrocini amb Warner Records. D'acord amb la revista Billborad, No Love Entertainment va ser creada per a publicar nova música de NLE Choppa. El 13 de setembre de 2019, Choppa va publicar el seu nou senzill «Camelot». La cançó va aconseguir el puestl número 37 als Estats Units, convertint-se en el seu segon hit a arribar al top 40, al costat de «Shotta Flow».
El 20 de desembre de 2019, NLE Choppa va publicar el seu primer EP, titulat Cottonwood.  El EP, va ser nomenat per l'àrea en la qual va créixer, acompanyat pels anteriors senzills, «Side», «Shotta Flow» amb el seu remix. El EP només consisteix en col·laboració amb Meek Mill. Per a acompanyar la publicació de Cottondown, va pujar un curt amb el mateix nom el mateix dia.

### 2020: Top Shotta, From Dark Light

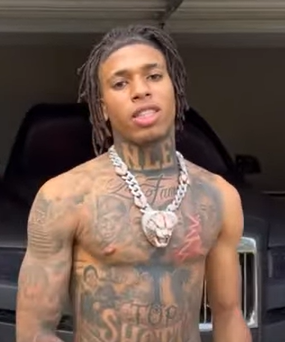
NLE Choppa en 2020

El primer àlbum d'estudi de NLE Choppa,  Top Shotta inicialment la seva publicació era prevista per a principis de 2020 i aquest estaria precedit per múltiples senzills. El 19 de març, va publicar la cançó líder de l'àlbum, Walk em Down amb Roddy Ricch.
El 12 de juny, Choppa va publicar «Shotta Flow 5», la quarta seqüela de la seva cançó de 2019. El 30 de juliol va llançar el senzill «Narrow Road», amb Lil Baby Una setmana després, el 7 d'agost, Top Shotta va ser publicat i tan sols 3 dies després, Choppa va ser inclòs en la revista XXL Mag.
El 5 de setembre, Choppa va decidir deixar de rapear sobre violència i començar a parlar més i voler positivitat i aixecar a les persones. El 15 d'octubre, va anunciar el seu nou projecte titulat From Dark to Light el qual va ser publicat l'1 de novembre, el dia del seu aniversari. El 23 d'octubre, NLE va publicar el vídeoclip de la cancín «Narrow Road» amb Lil Baby. El vídeo va superar les 30 milions de visites en YouTube.

### 2021–present: Em vs Em
Choppa prèviament va publicar un teaser de «Shotta Flow 6» i al febrer de 2021, «Walk Em Down» amb Lil Durk mitjançant un tuit. El 28 de gener de 2022 va publicar el seu tercer mixtape Em vs. Em, el qual inclou 16 senzills i les aparicions de Young Thug, Polo G, G Herbo i Moneybagg Jo. «Shotta Flow 6» va ser llançat el 28 de gener de 2022, amb un vídeo musical que l'acompanya. És el setè senzill de em Vs. Em, i és el sisè lliurament de la sèrie «Shotta Flow».
El 29 de novembre de 2022, va aparèixer en el senzill de rap del raper estatunidenc Lambo40e titulat «Self Esteem»
El 7 de desembre de 2023 va llançar el senzill «Shotta Flow 7».

## Estil musical
NLE Choppa és reconegut per les seves animades vocals i rap energètic, el qual és notable en la seva cançó «Shotta Flow». El seu so és descrit amb melòdic, però contundent. Jessica McKinney de la revista Complex confirma que Choppa és usualment salvatge i bulliciós en els seus versos. En la seva infància, escoltava UGK i Lil Wayne, no obstant això, assegura que escoltava bastant música sense publicar al voltant de la ciutat de Memphis.

## Vida personal

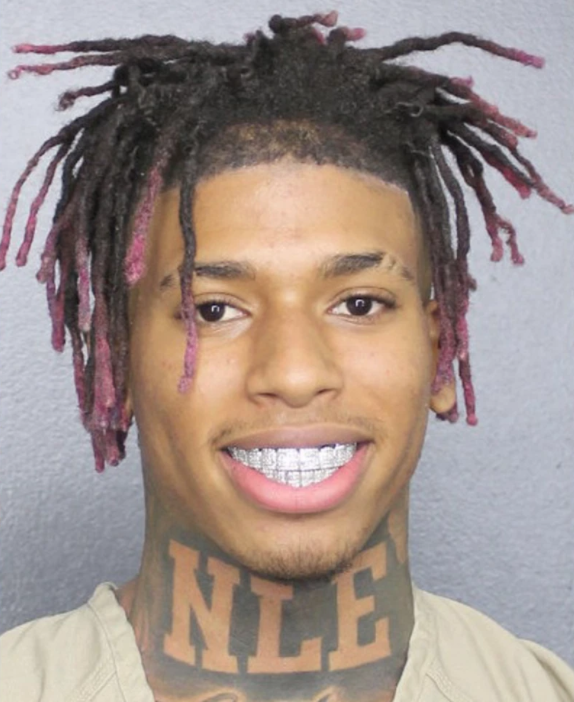
Foto policial de NLE Choppa en 2021.

Potts ha confessat que ha tingut una lluita amb la depressió i a vegades rapea sobre això en la seva música. Durant un temps inespecífic, va estar en un centre de menors, i va dir que durant la seva estada, que en aquest, es va motivar a millorar el seu comportament. En un episodi de la seva sèrie de YouTube, va confessar que estar en la presó el va ajudar a obrir els ulls.
El 20 de juny de 2020, Potts va ser pare per primera vegada
. A l'agost d'aquest mateix any, va crear el seu primer canal de YouTube, anomenat «Awakened Choppa».
El 29 de març de 2021, va ser arrestat per robatori i possessió d'armes i drogues. Quan va sortir de l'arrest va publicar un freestyle anomenat «First Day Out» referint-se al seu primer dia en llibertat. El 3 de maig d'aquest mateix any, va ser associat a una baralla ocorreguda en Santa Mónica, Califòrnia. Un mes després, el 9 de juny, va dir que havia ajudat a curar el càncer d'una noia.
El 6 de març de 2022, va anunciar que ell i la seva llavors núvia, Marissa Dóna'Nae, havien perdut al seu fill per néixer a causa d'un avortament espontani.
El 16 d'agost de 2023, li van donar la benvinguda al segon fill de Potts i al primer fill de Da'Nae, Chozen Wone Dóna'Shun Potts.

## Discografia
Des que va començar la seva carrera l'any 2018, NLE, va aconseguir atresorar dues (2) àlbums d'estudi, cinc (5) mixtapes i un (1) EP.

### Àlbums d'estudi
- 2020  — Top Shotta
- 2023 — Cottonwood 2

### EPs
- 2019 — Cottonwood

### Mixtapes
- 2018 — No Love The Takeover
- 2019 — Narco Choppa
- 2019 — Holly Trap
- 2020 — From Dark to Light
- 2022 — Em vs. Em